# 三毛門村
三毛門村（みけかどむら）は、福岡県築上郡にあった村。現在の豊前市の一部。

## 地理
豊前平野の東部に位置し、北は周防灘に面していた。

## 歴史
- 1889年（明治22年）4月1日 - 町村制の施行により、上毛郡三毛門村、三楽村、森久村、六郎村、市丸村、清水町村、小犬丸村、恒富村、沓川村、久松村が合併して村制施行し、三毛門村が発足[1][2]。
- 1896年（明治29年）4月1日 - 郡の統合により築上郡の所属となる[1][3]。
- 1903年（明治36年）- 三毛門漁業組合設立（1928年、宇島漁業組合に合併）[1]
- 1920年（大正9年）- 築上製糸が操業。のち郡是製糸（グンゼ）の経営となる[1]。
- 1955年（昭和30年）4月10日 - 築上郡八屋町、山田村、千束村、黒土村、横武村、合河村、岩屋村、角田村と合併し宇島市を新設して廃止された[1][2]。

## 交通
- 1897年（明治30年）- 豊州鉄道開通[1]。